# Anton Rumpler
La Anton Rumpler OHG fu un commerciante austriaco di automobili e macchine agricole e anche costruttore di automobili.

## Storia
Anton Rumpler e Leopoldine Ringer fondarono il 16 febbraio 1919 la società a Vienna, per il commercio di automobili e macchine agricole. Il 21 gennaio 1921 solo Anton Rumpler rimane azionista. Nello stesso anno inizia la produzione di automobili. Il marchio fu Ru-An, abbreviazione di Rumpler Anton. Nel 1922 la produzione cessò. Il 31 agosto 1941 la società venne sciolta.

## Veicoli
L'unico modello fu la 3/10 PS del tipo autociclo. Per la propulsione venne usato un bicilindrico da 998 cm³. Fu un biposto.

## Auto da corsa
Anton Rumpler guidò il 19 luglio 1921 con una sua auto alla corsa di Riederberg. Anche il 31 luglio 1921 una Ru-An partecipò alla Cobenzl-Rennen.